# Battaglia di Camden
La battaglia di Camden si svolse il 16 agosto 1780 nel territorio della città di Camden nella Carolina del Sud durante la guerra d'indipendenza americana.
La battaglia si concluse con la schiacciante vittoria delle truppe britanniche del generale Charles Cornwallis che misero in rotta le forze americane guidate dal generale Horatio Gates. La vittoria permise ai britannici di continuare la loro campagna di invasione e occupazione progressiva degli stati meridionali degli Stati Uniti e mise in grave difficoltà l'alto comando dell'Esercito continentale. Il generale Gates, reduce dalla brillante vittoria di Saratoga, venne bruscamente rimosso dal comando dopo la pesante sconfitta e sostituito dal generale Nathanael Greene.

## La guerra nel settore meridionale
La nuova strategia adottata dalla dirigenza politico-militare britannica dopo la catastrofe di Saratoga che prevedeva di spostare il teatro di azione principale delle operazioni nelle colonie meridionali, era stato messo in pratica a partire dal 26 dicembre 1779 con la partenza di un grande corpo di spedizione direttamente comandato dal generale Henry Clinton verso le coste della Georgia. In questo stato erano già in corso operazioni militari dal 1778: i reparti britannici del tenente colonnello Archibald Campbell e del generale Augustine Prévost avevano occupato gran parte del territorio e avevano respinto un attacco terrestre e navale a Savannah da parte delle forze franco-americane. Le prime operazioni militari dopo lo sbarco dei rinforzi di Clinton si erano svolte con notevole successo per i britannici: le truppe erano sbarcate e avevano marciato sul porto di Charleston in Carolina del Sud che era stata assediato a partire dal 1º aprile 1780. Le truppe americane del generale Benjamin Lincoln accerchiate a Charleston si arresero dopo una breve resistenza il 12 maggio e i britannici catturarono oltre 6 000 prigionieri e 400 cannoni; dopo questo brillante successo Clinton fece ritorno a New York per riprendere il controllo generale della guerra.

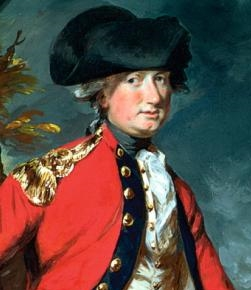
Il generale Charles Cornwallis, comandante in capo delle forze britanniche nel settore meridionale della guerra.

Dopo il ritorno del generale Clinton a New York, il generale Charles Cornwallis aveva assunto il comando delle forze britanniche schierate nel teatro meridionale della guerra; il nuovo comandante disponeva di una forza complessiva di 6 700 soldati di cui 4 800 disponibili per operazioni offensive; con queste truppe egli doveva procedere all'occupazione sistematica della Carolina del Sud la cui popolazione era ritenuta in maggioranza lealista o comunque "indifferente alla causa dei ribelli". Cornwallis dovette inizialmente organizzare le sue forze e assicurare il presidio dei porti da Savannah a Georgetown; quindi dal suo quartier generale di Charleston diresse tre colonne verso nord. La resistenza delle truppe americane superstiti fu debole, Cornwallis raggiunse Camden mentre il colonnello Banastre Tarleton si spinse con la sua truppa montata fino al confine con la Carolina del Nord dopo aver sbaragliato l'ultimo reparto continentale ancora in campo.
Il Congresso continentale era deciso a difendere gli stati meridionali e impedire la costituzione stabile di una struttura di potere fondata sui lealisti al dominio britannico; venne deciso quindi di inviare a sud il generale Horatio Gates che godeva di grande prestigio dopo la brillante vittoria di Saratoga. Il comandante in capo dell'Esercito continentale, George Washington, era contrario alla nomina di Gates ma il Congresso confermò ugualmente la sua decisione. Il generale Gates assunse il comando dell'esercito americano impegnato nel settore meridionale il 25 luglio 1780 quando giunse a Deep River in Carolina del Nord dove erano state raggruppate le truppe sotto il controllo temporaneo del generale Johann de Kalb. I reparti assegnati al suo comando erano alcuni reggimenti dell'Esercito continentale reclutati in Maryland e Delaware e le formazioni della milizia della Virginia e della Carolina del Nord; le truppe regolari non erano in buone condizioni di salute a causa di una epidemia di dissenteria mentre i miliziani erano combattivi ma poco addestrati, inoltre il vettovagliamento e l'equipaggiamento erano gravemente carenti. Nonostante la debolezza delle sue forze, il generale Gates prese l'audace decisione di marciare rapidamente verso sud per accorrere in aiuto della Carolina del Sud e della Georgia, e già il 27 luglio 1780 mise in marcia le sue truppe verso la ricca contea di Camden dove riteneva di poter migliorare il vettovagliamento dei suoi soldati sfruttando le abbondanti risorse locali. In Carolina del Sud era inoltre attiva una crescente ed efficace guerriglia dei patrioti americani guidata con abilità dal comandante Thomas Sumter che stava continuamente indebolendo il controllo del territorio e delle popolazioni da parte dell'esercito britannico.
L'avanzata delle truppe del generale Gates fu lenta e difficile a causa del clima insalubre e delle carenze di mezzi e materiali; indebolite e stanche, le forze continentali e le milizie arrivarono il 13 agosto 1780 a pochi chilometri da Camden dove era schierata a difesa la guarnigione del generale Francis Rawdon. La situazione degli anglo-lealisti sembrava precaria ma in quello stesso giorno arrivò nella cittadina il generale Cornwallis in persona con due reggimenti veterani di fanteria britannica e assunse subito il comando; il generale era partito in tutta fretta da Charleston con le sue truppe migliori per difendere Camden e proteggere i suoi depositi di rifornimenti; Cornwallis era deciso a passare all'offensiva mentre lo spietato e aggressivo colonnello Tarleton avrebbe dovuto eliminare le forze guerrigliere di Sumter.